# Jean-Claude Mbemba
Jean-Claude Mbemba (ur. 12 lutego 1963) – kongijski piłkarz grający na pozycji pomocnika. W swojej karierze rozegrał 1 mecz w reprezentacji Konga.

## Kariera klubowa
Od 1987 roku Mbemba grał na Węgrzech. W sezonie 1987/1988 występował w drugoligowym Budapesti Építők SC. W 1988 roku przeszedł do pierwszoligowego Vasasu. W sezonie 1990/1991 był wypożyczony do innego pierwszoligowca, Veszprém FC. W 1996 roku zakończył w Vasasie swoją karierę.
| Sezon   | Klub                | Kraj  | Rozgrywki | Mecze | Bramki |
| ------- | ------------------- | ----- | --------- | ----- | ------ |
| 1987/88 | Budapesti Építők SC | Węgry | NB II     | ?     | ?      |
| 1988/89 | Vasas FC            | Węgry | NB I      | 4     | 1      |
| 1989/90 | Vasas FC            | Węgry | NB I      | 9     | 0      |
| 1990/91 | Veszprém FC         | Węgry | NB I      | 18    | 2      |
| 1991/92 | Vasas FC            | Węgry | NB I      | 1     | 0      |
| 1992/93 | Vasas FC            | Węgry | NB I      | 4     | 1      |
| 1993/94 | Vasas FC            | Węgry | NB I      | 6     | 2      |
| 1994/95 | Vasas FC            | Węgry | NB I      | 3     | 0      |
| 1995/96 | Vasas FC            | Węgry | NB I      | 1     | 0      |

## Kariera reprezentacyjna
W reprezentacji Konga Mbemba zadebiutował 15 stycznia 1992 w zremisowanym 0:0 meczu Pucharu Narodów Afryki 1992 z Wybrzeżem Kości Słoniowej, rozegranym w Ziguinchorze. Był to zarazem jego jedyny rozegrany mecz w kadrze narodowej.